# Anton Ervandovič Kočinjan
Anton Ervandovič Kočinjan (in russo Антон Ервандович Кочинян?; Erevan, 25 novembre 1913 – Erevan, 5 aprile 1989) è stato un politico sovietico.

## Biografia
Di etnìa armena, fu Primo Segretario del Partito Comunista dell'Armenia dal 1966 al 1974.
Cercò senza successo di riunificare il Karabakh, regione a grande maggioranza di popolazione armena, ma all'interno della Repubblica socialista sovietica azera, con l'Armenia.
Gli succedette Karen Demirčjan.